# Scotinotylus bicavatus
Scotinotylus bicavatus là một loài nhện trong họ Linyphiidae. Loài này được tìm thấy ở Hoa Kỳ.